# Ben Nelson
Ben Nelson (McCook, 1941. május 17. –) az Amerikai Egyesült Államok szenátora (Nebraska, 2001–2013).